# Liste der Biografien/Mey
Liste der Biografien |
Portal Biografien |
Personensuche
# |
A |
B |
C |
D |
E |
F |
G |
H |
I |
J |
K |
L |
M |
N |
O |
P |
Q |
R |
S |
T |
U |
V |
W |
X |
Y |
Z |
?
 
Ma |
Mb |
Mc |
Md |
Me |
Mf |
Mg |
Mh |
Mi |
Mj |
Mk |
Ml |
Mm |
Mn |
Mo |
Mp |
Mq |
Mr |
Ms |
Mt |
Mu |
Mv |
Mw |
Mx |
My |
Mz
 
Mea–Mee |
Mef |
Meg |
Meh |
Mei |
Mej |
Mek |
Mel |
Mem |
Men |
Meo |
Mep |
Mer |
Mes |
Met |
Meu |
Mev |
Mew |
Mex |
Mey |
Mez
 
Meyb |
Meyd |
Meye |
Meyf |
Meyg |
Meyh |
Meyi |
Meyj |
Meyk |
Meyl |
Meyn |
Meyo |
Meyp |
Meyr |
Meys |
Meyt |
Meyz
Die Liste der Biografien führt alle Personen auf, die in der deutschsprachigen Wikipedia einen Artikel haben. Dieses ist eine Teilliste mit 28 Einträgen von Personen, deren Namen mit den Buchstaben „Mey“ beginnt.

## Mey
- Mey, Amandus (* 1837), deutscher Landwirt und Politiker, MdR
- Mey, Anita (1912–2006), deutsche Schauspielerin
- Mey, Bernd (* 1961), deutscher Architekt
- Mey, Bernhard (1866–1935), deutscher Unternehmer und Kommerzienrat
- Mey, Bruno (1932–2003), deutscher Diplomat
- Mey, Christian (* 1937), deutscher Schauspieler, Synchronsprecher und Hörspielsprecher
- Mey, Chum, kambodschanischer Zeitzeuge des Terrorregimes der Roten Khmer und einer von nur zwölf Überlebenden des Foltergefängnisses Tuol Sleng
- Mey, Ernst (1844–1903), deutscher Unternehmer
- Mey, Franz (* 1952), deutscher Schauspieler
- Mey, Friederike (* 1991), deutsche Politikerin (Piratenpartei)
- Mey, Fritz (1904–1993), deutscher Zirkusdirektor
- Mey, Gerhard (1927–1997), deutscher Konzertpianist und Weber-Preisträger
- Mey, Hans-Dieter (1944–2024), deutscher Politiker (CDU), Bezirksbürgermeister von Berlin-Neukölln
- Mey, Hans-Georg (1924–2010), deutscher Vollzugspsychologe und Kriminologe
- Mey, Hansjürg (1934–2020), Schweizer Informatiker
- Mey, Jos de (1928–2007), flämischer Künstler und Grafiker
- Mey, Karin Melis (* 1983), türkische Leichtathletin
- Mey, Karl (* 1879), deutscher Industriephysiker und Vorsitzender der Deutschen Physikalischen Gesellschaft
- Mey, Käthe (1907–1987), deutsch-britisch-schweizerische Filmeditorin
- Mey, Kerstin (* 1963), deutsche Kunsthistorikerin
- Mey, Marie-Anett (* 1971), französische Sängerin
- Mey, Oskar (1867–1942), deutscher Leinenfabrikant
- Mey, Reinhard (* 1942), deutscher LiedermacherReinhard Mey (* 1942)

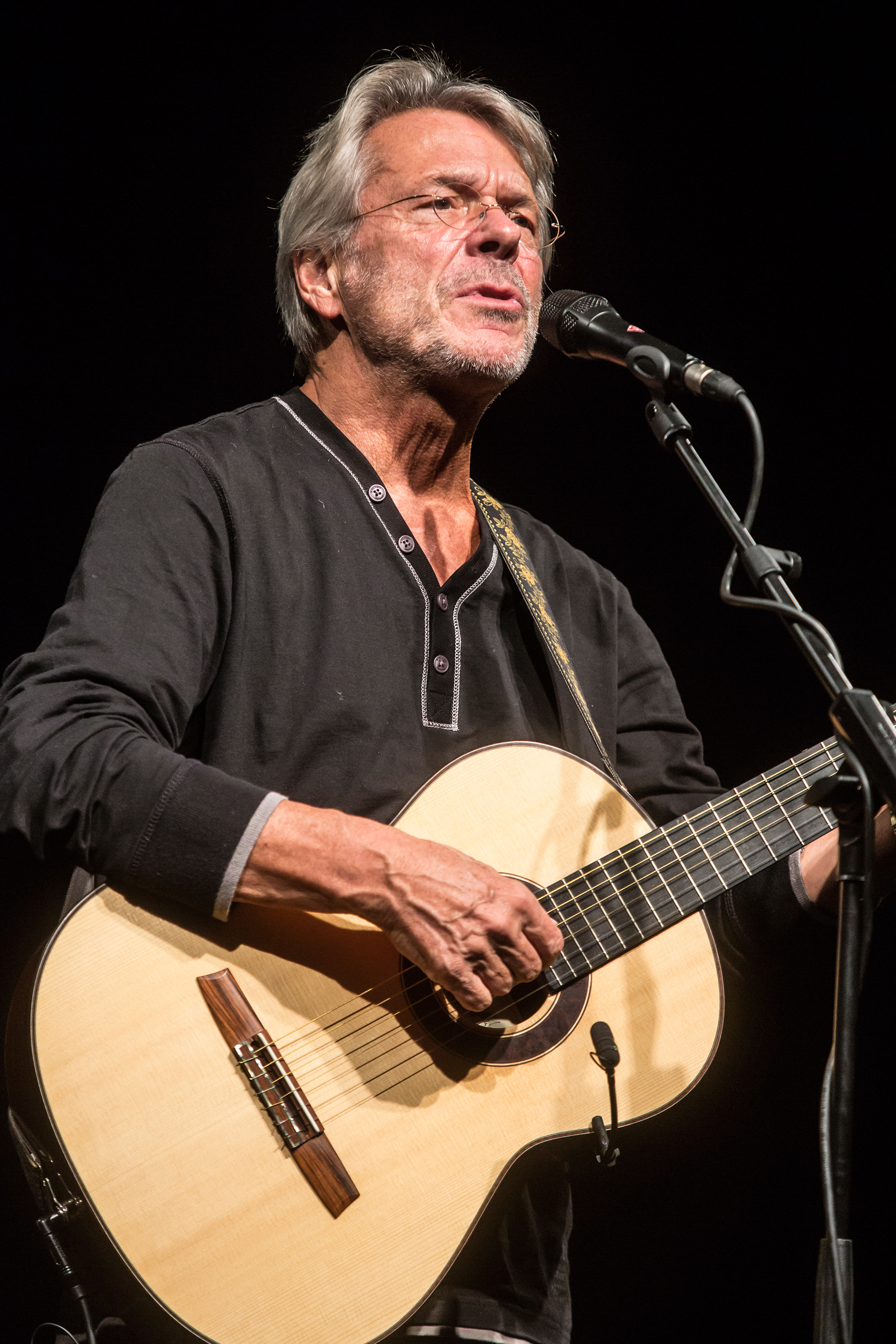
Reinhard Mey (* 1942)

- Mey, Roland (* 1942), deutscher Physiker, Autor, Pädagoge und Bürgerrechtler
- Mey, Uwe-Jens (* 1963), deutscher Eisschnellläufer
- Mey, Werner (1908–1985), deutscher Richter, Vizepräsident des Oberlandesgerichts Bremen
- Mey-Dahl, Rolf (1937–2014), deutscher Schauspieler und Autor
- Mey-Elahy, Rafat (* 1942), deutsch-persische Malerin